# Adrianópolis
Adrianópolis là một đô thị thuộc bang Paraná, Brasil. Đô thị này có diện tích 1349,338 km², dân số năm 2007 là 6875 người, mật độ 4,1 người/km².